# Сострат Книдский
Сострат Книдский — архитектор, дипломат и военный инженер IV—III веков до нашей эры, служил египетским правителям из рода Птолемеев — Птолемею I и Птолемею II. Сын Дексифона из Книда. Из архитектурных работ, с ним связывают постройку Фаросского маяка, «висячей площадки» в Книде, а также не исключают возможность строительства сооружений в Дельфах.

## Биография
В античных источниках утверждается, что именно Сострат был архитектором Фаросского маяка, одного из семи чудес света. О нём как об архитекторе упоминают Плиний Старший, Лукиан и другие. Согласно Лукиану, Сострат написал на камнях маяка своё имя, а потом, покрыв известью, добавил имя египетского царя. Когда штукатурка обвалится, потомки должны были увидеть имя Сострата. Страбон утверждал, что на Фаросском маяке было металлическими буквами написано посвящение Сострата. Это трактовалось исследователями в пользу того, что Сострат не был архитектором этого маяка, а только заплатил за его постройку и посвящение.
Сострат также принимал участие в дипломатических миссиях, в частности, по поручению Птолемея для переговоров был отправлен к Антигону и Деметрию Полиоркету. Примерно в 323—322 годах до нашей эры Сострат был задействован как военный инженер в осаде Мемфиса против греческих наёмников во главе с Клеоменом из Навкратиса. Мемфис был успешно взят птолемеевскими войсками, а Клеомен казнён.
По мнению Ю. Н. Литвиненко, служба у Птолемеев для Сострата началась примерно с 323 года до нашей эры и завершилась в 70-х годах III века до нашей эры.